# 杨茂良
杨茂良（1944年—），緬甸果敢政治、军事人物。原為緬共成員，缅甸民族民主同盟军成立後任副總參謀長。1993年，他發動兵變驅逐彭家聲，被緬甸政府任命為撣邦第一特區行政專員、同盟軍總司令。1995年，彭家聲奪回果敢，他被彭家聲罷免了一切軍政職務。此後流亡到臘戍。他控制着和平缅甸集团，该企业拥有三菱电机在缅甸的经销权，还经营着一家涂料厂和酒厂。

## 生平
楊茂良於1944年出生在果敢石洞水，祖籍雲南永德縣靛塘:488-489。其父育有四子，他在兄弟中排行第二。1965年加入缅甸共产党。1967年跟隨彭家聲進入勐堆參加鐵石坡集訓，後加入緬共的404部隊。1968年隨軍攻佔果敢，歷任副排長、副連長、副營長、東北軍區前線指揮部作戰處副處長、果敢縣大隊副隊長、隊長等職。1989年跟隨彭家聲脫離緬共，加入緬甸民族民主同盟軍，任副總參謀長。1991年2月起兼任912師師長。1992年11月24日，他策動駐扎勐古的同盟軍893師起兵反對彭家聲，未果，於29日率912師發動兵變。1993年1月，893師的佤族官兵發動嘩變倒戈，隨後獲得佤邦的軍事支持。彭家聲及其支持者被迫撤離果敢，逃往掸邦东部第四特区勐拉。2月27日，杨茂良开始主政，出任同盟军总司令、特區行政專員，其兄杨茂安为副司令。3月8日，楊茂良成立第一特區軍事委員會，由楊茂良、白所成、王國政、岩恩（李德華）、蔣忠明、楊茂安、魏超仁擔任常委。同時，楊茂良兼任特區總部下屬的財政部部長:295-296。任內將原912師改編為124師、原893師改編為128師。:488-489
杨茂良主政期间曾出台《果敢县暂行法规（草案）》，在法律层面上倡导禁制、禁贩、禁吸海洛因，然而果敢经济与社会无法脱离对毒品的依赖:488-489。云南省公安厅禁毒官员表示，在杨氏兄弟主政期间，果敢地区的毒品问题变得更加突出。杨茂良兄弟杨茂安、杨茂修、杨茂贤，以及侄子杨克强、杨克勋均直接参与贩毒。杨氏兄弟的贩毒行为给云南省造成了极大的危害。中国公安部将杨氏兄弟列为对中国危害最大的大毒枭。1994年5月，杨茂贤在云南镇康县因贩毒被逮捕。同年，云南省临沧地区中级人民法院判处死刑。杨家起初试图用金钱“赎回”杨茂贤，中国政府不为所动。而后便转为企图对中国武力威胁、策划报复，被中国政府以调集军队、严查封关、切断果敢经济源的方式应对。最终，杨茂良失去果敢民众的支持。
1995年初，楊茂良以禁毒為由，派124師副參謀長李朝華、楊克勳帶兵前往勐古。勐古縣縣長孟撒拉調任第一特區財政部副部長，其縣長職務由李朝華接替。8月1日，孟薩拉聯合原893師師長李尼門、原511營副營長趙臘、原勐古副區長洪老四等人發動叛亂，成立勐古保衛軍，逮捕同盟軍參謀長魏超仁及李朝華二人，將同盟軍全部繳械驅逐出境，楊克勳出逃。勐古保衛軍獲得克欽獨立軍和128師師長岩恩的支持，楊茂良迅速喪失對勐古地區的控制。8月5日，楊茂良派副總司令王國政、124師副參謀長楊克勳前往討伐；隨後又派副總參謀長字三、128師副師長魏懷仁前去增援。9月初，因戰局膠著，楊茂良派副總司令白所成、蔣忠明，總參謀長魏超仁跟進增援，自己親自也率兵跟進，留其兄長楊茂安守老街。此次叛亂歷時三個多月戰火未能平息。11月12日，彭家聲在佤邦及第四特區的軍事支持下，率其支持者乘機重返果敢:451-453。楊茂安、楊茂良先後向緬甸政府軍求救，但政府軍反而大舉進入果敢，並控制了果敢的戰略要地。這引起124師的不滿，在副司令蔣忠明的領導下脫離楊茂良，效忠於彭家聲。12月3日，緬甸聯邦秘書長欽紐同彭家聲在臘戍談判，希望讓彭家聲統治老街、楊茂良統治拱掌，遭同盟軍各派的一致拒絕。大勢已去的楊氏兄弟決定放棄權力，流亡臘戍。12月22日，彭家聲派彭德仁、楊子軍、李正福等人前往拱掌:451-453，與蔣忠明等領導會晤。楊茂良一直滯留臘戍不歸，蔣忠明等人表態擁護彭家聲的領導。彭德仁順利接收了楊茂良部，同盟軍獲得統一:295-296。1996年1月1日，楊茂良、楊茂安被撤銷第一特區及同盟軍的一切職務。:451-453
此後兄弟二人逐漸淡出公眾視野。2023年3月4日同盟軍原領導張德文去世時，楊茂安、楊茂良曾向其家屬致唁電。